# Petra Feilen
Petra Annelie Feilen (* 23. Juli 1978 in Trier) ist eine deutsche Theater- und Filmschauspielerin sowie Regisseurin.

## Leben

### Kindheit und Ausbildung
Petra Feilen wurde als älteste Tochter des Winzers Franz Feilen und Renate Feilen geb. Gobbert, in Trier, geboren. Sie wuchs im Ortsteil Dhron der Gemeinde Neumagen-Dhron auf. Ihre Eltern versuchten sie entgegen ihr schauspielerisches Interesse zu einer konventionellen Karriere zu überzeugen. Während der Schulzeit führte sie Regie im Schultheater und machte erste Bühnenerfahrungen.
Im September 2000 zog sie nach Stuttgart und begann eine Schauspielausbildung, der Fortbildungen in London und Berlin folgten.

### Berufliche Laufbahn
Petra Feilen startete ihre Theaterkarriere als Steffi in Das doppelte Lottchen am Schauspielhaus Stuttgart, gründete dort ebenfalls „Die kleine Bühne“ und stand 2006 im Kinofilm „Glückliche Tage“ als Emmanuelle Nordenstamm vor der Kamera. Zahlreiche Theater- und Filmengagements in Schwaben folgten, bis sie 2003 nach Bremen zog und dort große Erfolge am Theater feierte (u. a. mit Marcus Rudolph in Love Talk und Ingeborg Heydorn in Mudder Mews). Sie stand für Produktionen wie Tatort, Der Mann von Gestern und internationalen Festivalfilmen vor der Kamera.
Seit 2013 lebt und arbeitet sie in Berlin.

## Filmografie (Auswahl)

### Fernsehen
- 2006: Tatort: Stille Tage
- 2006: Post vom Tangojüngling
- 2009: Der Mann von gestern[2]
- 2016: Beaster Bunnies

### Film
- 2014: Kamillenwoche
- 2015: Yesterday
- 2015: Valentin
- 2015: Cinderella
- 2015: Eve of the Apocalypse
- 2018: Insomnambulists – Oder Das Lied von der Unzulänglichkeit Timos Strebens[3]

## Theater

### Regie
- Frauenversteher fahren keine Jahreswagen
- Echte Kerle – wo bitte gehts nach Chicago
- Chicks of a feather
- Der Frosch in der Suppe
- Schwerelos
- Die Schneekönigin

### Darstellerin
- Kabale und Liebe (Intrigue & Love) / Rolle: Luise
- Die Physiker (The Physicists) / Rolle: M. Boll, Monika, Fr. Rose
- Die Schneekönigin (The Snowqueen) / Rolle: Gerda
- Hausfrauen gucken keine Pornos / Rolle: Susi, Sabine, Ela, Eva
- Die Bremer Freiheit / Rolle: Gesche M. Timm
- Sofortige Erleuchtung inkl. MwSt. / Rolle: Viv
- Love Talk / Rolle: all female Roles
- Typisch Mann / Rolle:Marie, Slava
- Das doppelte Lottchen (2times Lotte) /  Rolle: Steffie
- Meerjungfrauen küssen besser (Mermaids) / Rolle: Charlotte
- Mudder Mews / Rolle: Elsbe
- Der Raub der Sabinerinnen / Rolle: Rosa
- Ritter, Tod & Teufel / Rolle: Fritz